# Carmine Coppola (Fußballspieler)
Carmine Coppola (* 10. Januar 1979 in Pollena Trocchia, Provinz Neapel) ist ein ehemaliger italienischer Fußballspieler, der als zentraler Mittelfeldspieler agierte.

## Karriere

### Im Verein
Carmine Coppolas Karriere begann bei Vicenza Calcio. 1998 wechselte er in den Profibereich zur AS Cittadella, wo er in der ersten Saison (1998/99) auf Anhieb Stammspieler wurde. Im Sommer 1999 ging er für ein halbes Jahr zur Triestina, anschließend kehrte er zu seinen ersten Profiverein Cittadella zurück, da er in Triest nur wenige Einsätze vorweisen konnte. Doch auch bei der AS Cittadella hielt er sich nur für ein halbes Jahr auf und ging im Sommer 2000 zu AlbinoLeffe. Doch dort schien es Coppola überhaupt nicht zu gefallen, so dass er schon nach wenigen Wochen erneut den Verein wechselte und wieder bei der Triestina landete. Im Sommer 2001 wechselte Coppola wieder, diesmal zum FC Messina, wo er nun schon seit sechs Jahren unter Vertrag steht und auch schon über 100 Spiele für diese Mannschaft bestritt.
Im Januar 2007 wurde Coppola, im Tausch mit Andrea Giallombardo von der AS Livorno, an ebendiesen Verein für ein halbes Jahr ausgeliehen. Danach spielte er bei Frosinone Calcio, Salernitana Calcio und AC Arezzo. Coppola unterzeichnete im Januar 2010 bei Taranto Sport. Nach nur sechs Monaten verließ er den Verein wieder und unterschrieb einen Kontrakt beim Drittligisten SPAL Ferrara.

### In der Nationalmannschaft
Carmine Coppola kann zwei Einsätze in der italienischen Fußballnationalmannschaft vorweisen. Er bestritt im Sommer 2005 zwei Länderspiele mit Italien gegen Serbien und Montenegro und gegen Ecuador, die beide 1:1 endeten.